# Заатарі
32°17′44″ пн. ш. 36°19′26″ сх. д. / 32.295658° пн. ш. 36.3237619° сх. д.
Заатарі (араб. مخيم الزعتري) — найбільший у світі табір для сирійських біженців. Розташований у Йорданії, за 10 км від міста Ель-Мафрак. Був відкритий 28 липня 2012 року для допомоги сирійцям, постраждалих від Громадянської війни в цій країні, що спалахнула в березні 2011 року.

## Населення
Одразу після відкриття табору його мешканці зіткнулись з проблемами, пов'язаними з відсутністю достатньої кількості продовольства та поганими житловими умовами. Так, у 2013 році в Заатарі спостерігався стрімкий ріст злочинності. В таборі відбувалися численні демонстрації проти політики чинної сирійської влади на чолі з Башаром аль-Асадом та насильства, що здійснюється збройними силами Сирії. Через те, що максимальна місткість табору сягає всього 60 тис. осіб, в березні 2013 року в Йорданії було відкрито інший табір — Еміратсько-йорданський.5 квітня 2014 року в Заатарі відбулися збройні сутички, які призвели до поранень як поліцейських, так і біженців, один з яких загинув від вогнепального поранення.
Протягом перших днів роботи табору кількість біженців у ньому постійно змінювалася через те, що люди або просто покидали його, або вирушали назад до Сирії. Точний підрахунок кількості біженців у таборі припинився в березні 2013 року через стрімкий ріст їхнього числа упродовж цього місяця. Виїзд з табору контролюється системою дозволів, що, втім, суперечить праву людини на вільне пересування та проживання в межах країни. Невдовзі після відкриття табору в липні 2012 року кількість біженців у ньому стала стрімко збільшуватися, через що Заатарі став найбільшим населеним пунктом провінції Ель-Мафрак.

## Структура табору
Як приймаюча країна Йорданія загалом витрачає 870 мільйонів доларів щороку на підтримку сирійських біженців. Табір знаходиться під спільним наглядом Управління у справах сирійських біженців та Управління Верховного комісара ООН у справах біженців (УВКБ ООН). У березні 2013 року УВКБ ООН призначило старшим польовим координатором табору Кіліана Кляйншмідта; наприкінці 2014 року Ховіг Етьмезіян обійняв посаду директора табору.
Сонячна електростанція, що є найбільшою з коли-небудь встановлених в таборах для біженців, запрацювала в Заатарі 13 листопада 2016 року. Вона має на меті зменшити щорічні викиди вуглекислого газу на 13 тис. метричних тонн, еквівалентних 30 тис. барелям нафти, що дозволить заощадити близько 5,5 мільйона доларів США на рік. Сонячна фотоелектрична установка потужністю 12,9 мегават фінансувалась урядом Німеччини через Банк розвитку KfW вартістю 15 мільйонів євро. Завдяки їй мешканці табору отримали змогу користуватися електроенергією до 14 годин на день.
До 2016 року Заатарі поступово відходив від моделі прямого фінансування зверху, яка є звичною в таборах для біженців під егідою міжнародних гуманітарних організацій. Натомість за ініціативи УВКБ ООН Заатарі перетворився на самозабезпечувальну конгломерацію, де біженцям надаються різні форми грошової допомоги та заохочується задоволення потреб біженців ними самими.

## Галерея
|                 |
| Табір зсередини |

|                                                      |
| Діти в таборі, що наповняють пляшки водою з цистерни |

|                                |
| Пекарня для біженців у Заатарі |

|                                                                 |
| Візит до табору делегаціі Агентства США з міжнародного розвитку |